# Adromischus schuldtianus

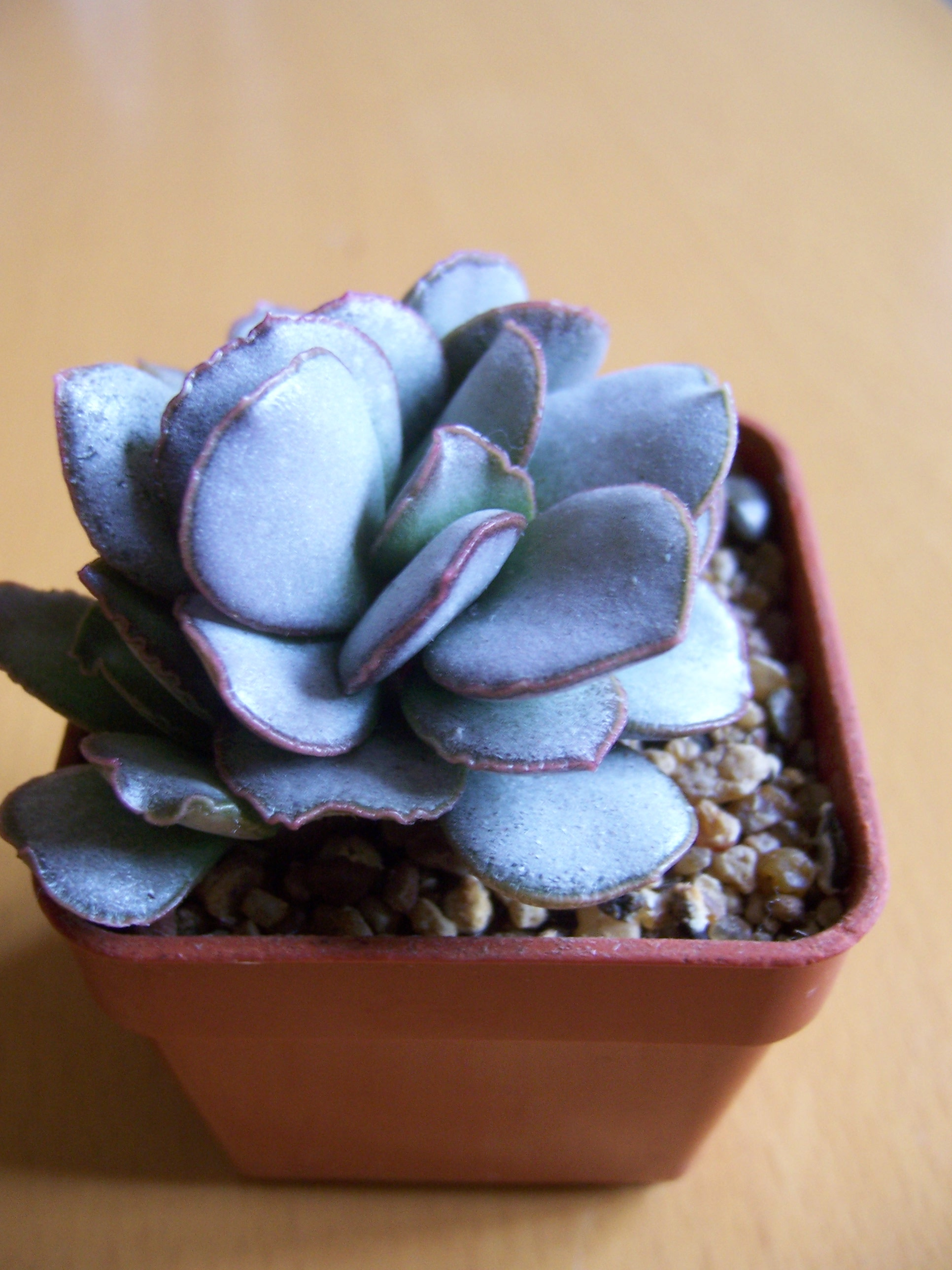
Adromischus schuldtianus

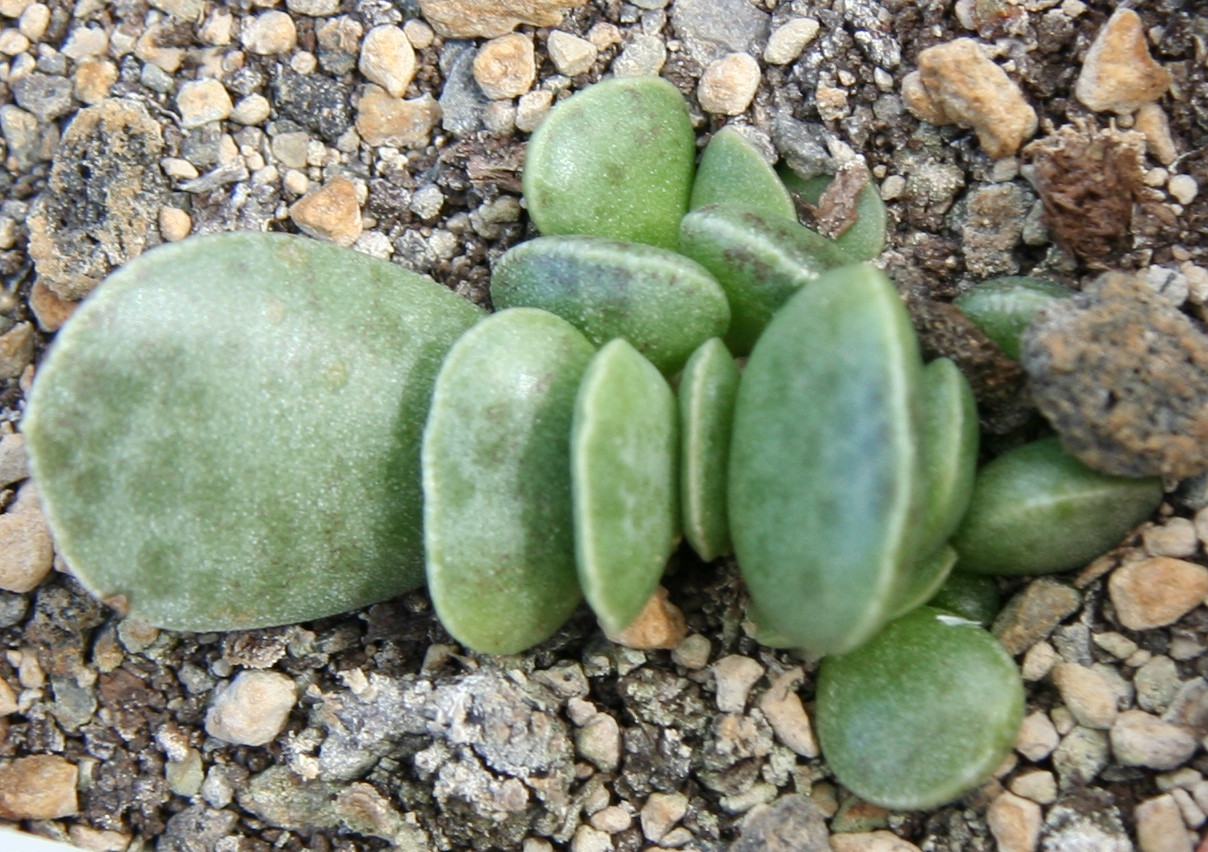
A. schuldtianus juttae

Adromischus schuldtianus és una espècie de planta suculenta del gènere Adromischus, que pertany a la família Crassulaceae.

## Taxonomia
Adromischus schuldtianus (Poelln.) H.E.Moore va ser descrita per Harold Emery Moore i publicada a Baileya 20: 29. 1976.
Adromischus schuldtianus subsp. juttae per (von Poellnitz) Tölken, Botalia 12:386. 1978.
Adromischus schuldtianus subsp. brandergensis per (von Poellnitz) Rune Bertil Nordenstam (B.Nord.) & Van Jaarsv.